# ديفيد إم. شنايدر
ديفيد إم. شنايدر (بالإنجليزية: David M. Schneider)‏ هو عالم إنسان وأستاذ جامعي أمريكي، ولد في 11 نوفمبر 1918 في بروكلين في الولايات المتحدة، وتوفي في 30 أكتوبر 1995 في سانتا كروز في الولايات المتحدة.

## وصلات خارجية
- ديفيد إم. شنايدر على موقع الموسوعة البريطانية (الإنجليزية)